# 梅笑寒
梅笑寒（1996年11月11日—），天津人，中国女子水球运动员，亦為中國國家女子水球隊成員。

## 簡歷
梅笑寒的位置為防中锋位，任务是防守对方的重点进攻人。
2016年，梅笑寒代表中国出戰巴西里约热内卢舉行的奥林匹克运动会女子水球比賽。中国队最終获得第七名。
2017年8月，梅笑寒代表天津女子水球队出戰第十三届全运会。